# نهر ديلاوير
نهر ديلاوير أكبر أنهار الساحل الأطلسي للولايات المتحدة. استكشف أدريان بلوك ديلاوير كجزء من مستعمرة هولندا الجديدة، وسمي نهر الجنوب لتحديد أقصى جنوب تلك المستعمرة.
يلتقى النهر مياه المد والجزر في ترنتون، نيوجيرزي. طولها الإجمالي من رأس أطول فرع إلى كيب ماي وكيب هنلوبن 410 ميلا (660 كم)، وفوق رأس خليج ديلاوير يبلغ طوله 360 ميلا (579 كيلومترا). ويعني ذلك تصريف المياه العذبة من نهر ديلاوير في مصب هو 11.550 قدم مكعب (330 متر مكعب في الثانية.

## الروابط الخارجية
- "خريطة نهر الجنوب في نيو نيذرلاند" من 1639 من خلال المكتبة الرقمية العالمية